# 로맨싱 사가 2
《로맨싱 사가2》(Romancing SaGa 2, ロマンシング サ・ガ2)는 1993년 스퀘어(현 스퀘어 에닉스)사에서 발매된 로맨싱 사가의 후속작이다.

## 등장인물

### 바렌느 제국 황제
레온(レオン)
이야기 개시 때에 바렌느 제국 황제.
제랄(ジェラール)
이야기 개시 때에 바렌느 제국 제2황자.
최후 황제(最終皇帝)

### 직업(클래스)·종족
제국중장보병(남)
제국 경장 보병(남/녀)
제국 보병(남/녀)
궁정 마술사(남/녀)
프리 파이터(남/여)
프리 메이지(남/여)
시티 시프(남/여)
군사(남)
임페리얼 가드(남/여)
격투가(남자)
사이고족(남)
무장 상선단(남)
홀리 오더(남/여)
노맷드(남/여)
데저트 가드(남)
이스트 가드(남)
아마조네스(여)
헌터(남)
해녀(여)
살라만다(불명)
몰(불명)
네레이드(불명)
이리스(불명)
음양사(남)
닌자(여)
i어프리판에 추가 된 클래스. 꽃 이름부터.

### 칠영웅
와그너스(ワグナス)
칠영웅의 리더.
노엘(ノエル)
와그너스의 친구로, 와그너스와 함께 동화의 법을 개량했다.
롯케부케(ロックブーケ)
노엘의 여동생. 칠영웅의 홍일점.
스비에(スービエ)
와그너스의 사촌형제
탄다그(ダンターグ)
보크온(ボクオーン)
크진시(クジンシー)
칠영웅의 본체(칠영웅)
본작의 라스트 보스.

### 그 외의 등장인물
빅토르(ヴィクトール)
오아이브(オアイーブ)
헥터(ヘクター)
히리가○○세(ヒラガ○○世)
천재 발명가.
캣(キャット)
코펠리아
갸론(ギャロン)
해적 리더.
해롤드 왕(ハロルド王)
칸바랜드의 국왕.
게올그(ゲオルグ)
해롤드 왕의 아들.
소피아(ソフィア)
해롤드 왕의 딸.
토마(トーマ)
해롤드 왕의 아들.
사이프리트(サイフリート)
탐의 퀸(タームのクイーン)
아트 왕(アト王)
세키슈우사이(セキシュウサイ)
콤룬 섬의 마도사(コムルーン島の魔道士)
사그자(サグザー)
바다의 왕(海の主)
무용수(踊り子)
마녀(魔女)
파/멸/죄/죽음의 기억(破/滅/罪/邪の記憶)
i어프리판에 추가된 등장인물.

## 평가
| 평가 |                                     |
| --- | ----------------------------------- |
| 통합 점수 통합사 점수 메타크리틱 NS: 70/100 [ 1 ] PS4: 71/100 [ 2 ] XONE: 62/100 [ 3 ] 평론 점수 평론사 점수 터치아케이드 [ 4 ] |                                     |
| 통합 점수 |                                     |
| 통합사 | 점수                                |
| 메타크리틱 | NS: 70/100 PS4: 71/100 XONE: 62/100 |
| 평론 점수 |                                     |
| 평론사 | 점수                                |
| 터치아케이드 | [ 4 ]                               |